# Easy Lover (Philip Bailey e Phil Collins)
Easy Lover è un singolo del cantante statunitense Philip Bailey in duetto con il cantante britannico Phil Collins del 1984. La canzone fa parte dell'album Chinese Wall di Bailey e della raccolta ...Hits di Collins.
Il singolo raggiunse il primo posto delle classifiche in Canada, Paesi Bassi, Irlanda, e nel Regno Unito per quattro settimane. Negli Stati Uniti si fermò invece in seconda posizione dietro I Want to Know What Love Is dei Foreigner per due settimane nel febbraio 1985.

## Composizione
Nel 1984 Collins fu ingaggiato per produrre l'album Chinese Wall di Philip Bailey, noto prima di allora come cantante del gruppo soul/disco degli Earth, Wind & Fire. Secondo quanto riportato da Collins, Bailey si avvicinò a lui poco prima della fine delle sessioni di registrazione per chiedergli di scrivere una canzone insieme. «Così una notte abbiamo cominciato una jam» – ha aggiunto Collins – «e insistito finché non l'abbiamo trasformata in una strofa e un ritornello. L'abbiamo registrata quella notte in modo da non dimenticarla .Questa canzone non suona di nessuna epoca particolare, è semplicemente fantastica.»
Il brano è firmato anche dal bassista Nathan East.
Nel 1986 la canzone venne nominata per il Grammy Award alla miglior interpretazione vocale di gruppo.

## Video musicale
Il videoclip del brano fu girato a Londra, in Inghilterra, e descrive in modo ironico la realizzazione di un video musicale.

## Nella cultura di massa
- Nel 1985 Easy Lover fu usata come colonna sonora della prima edizione di WrestleMania.
- Nel 1994 ne fu girata una parodia, in chiave gangsta rap, dal comico Chris Morris col titolo Uzi Lover.
- Nel 2006 appare invece nella colonna sonora del videogioco Grand Theft Auto: Vice City Stories, in cui Phil Collins è presente come personaggio.
- Nel 2015 ne hanno registrato una cover gli Electric Six per il loro album Mimicry and Memories.[6]
- Nel 2018 è nella colonna sonora del film 7 uomini a mollo (Le Grand Bain) di Gilles Lellouche.

## Formazione
- Philip Bailey – voce
- Phil Collins – batteria, tastiera, voce
- Daryl Stuermer – chitarra
- Nathan East – basso
- Lesette Wilson – tastiera

## Classifiche
| Classifica (1985)                | Posizione massima |
| -------------------------------- | ----------------- |
| Austria                          | 21                |
| Belgio (Fiandre)                 | 4                 |
| Canada                           | 1                 |
| Finlandia                        | 5                 |
| Francia                          | 14                |
| Germania                         | 5                 |
| Giappone                         | 19                |
| Giappone (international)         | 1                 |
| Irlanda                          | 1                 |
| Italia                           | 18                |
| Nuova Zelanda                    | 2                 |
| Paesi Bassi                      | 2                 |
| Regno Unito                      | 1                 |
| Spagna                           | 11                |
| Stati Uniti                      | 2                 |
| Stati Uniti (adult contemporary) | 15                |
| Stati Uniti (dance club)         | 7                 |
| Stati Uniti (mainstream rock)    | 5                 |
| Stati Uniti (R&B)                | 3                 |
| Svezia                           | 10                |
| Svizzera                         | 8                 |